# Jules ten Brink
Eugenius Julius conegut com a Jules ten Brink (Amsterdam, 4 de novembre de 1838 – París, 6 de febrer de 1889) fou un compositor i director d'orquestra neerlandès.
En la seva ciutat natal fou deixeble del mestre Heinze, de Dupont i de Richter a Leipzig: de 1860 a 1868 fou director d'orquestra a París, on assolí un renom envejable com a compositor, fent-se populars diverses de les seves suites per a orquestra, poemes simfònics, concerts per a violí, simfonies, etc.
A París també es va representar amb èxit el 1870 una òpera còmica seva, Colonice, havent deixat per a estrenar una altra composició dramàtic-musical en cinc actes.